# 지방도 제829호선
지방도 제829호선은 전라남도 강진군 군동면 호계리에서 성전면 월남리를 잇던 전라남도의 지방도이다.
1985년에는 노선명이 '마량 ~ 영암선'이었으며 1995년 12월 8일 완도군 고금면까지 연장되면서 '고금 ~ 성전선'이 되었다. 2003년 3월 27일 완도군 고금면 ~ 강진군 군동면 구간이 국도 제77호선으로 승격되면서 '군동 ~ 성전선'으로 단축되었다.
2007년 건설교통부의 단구간 지방도 노선 조정에 의해 폐지되었으며, 대부분 구간은 지방도 제827호선과 통합되었다.

## 연혁
- 1985년 12월 23일 : 기점을 '강진군 대구면 마량리', 종점을 '강진군 성전면 월남리'로 명시하고 도로개량이 완료된 강진군 대구면 마량리 ~ 성전면 월남리 420m 구간 도로예정지 해제[1]
- 1987년 1월 22일 : 강진군 대구면 마량리 1.1km 구간과 강진군 작천면 평리 420m 구간 도로예정지 해제[2]
- 1987년 7월 27일 : 1987년 12월까지 강진 ~ 영암간 도로(강진군 작천면 군자리 ~ 용상리) 1.76km 구간 확포장공사 계획을 공고[3][4]
- 1988년 1월 4일 : 강진군 작천면 평리 ~ 용삼리 2.18km 구간 도로예정지 해제[5]
- 1988년 2월 10일 : 1988년 9월까지 강진군 작천면 용상리 ~ 성전면 월남리 4.78km 구간 확포장공사 계획을 공고[6]
- 1988년 9월 27일 : 1988년 12월까지 도로 확포장 공사를 위해 강진군 군동면 호계리 1.34km 구간 도로구역 결정[7]
- 1989년 1월 6일 : 강진군 작천면 평리 ~ 성전면 월남리 9.853km 구간 도로예정지 해제[8]
- 1990년 4월 16일 : 1991년 4월까지 강진 ~ 영암간 도로(강진군 작천면 평기리 ~ 삼당리) 3.14km 구간 확포장공사 계획을 공고[9]
- 1991년 1월 10일 : 강진군 작천면 평기리 ~ 삼당리 3.14km 구간 도로예정지 해제[10]
- 1995년 12월 8일 : 기점을 기존 강진군 마량면 마량리에서 '완도군 고금면 덕암리'로 연장함. 이에 따라 노선명을 '마량 ~ 영암선'에서 '고금 ~ 성전선'으로 변경하고 총 연장 48.2km가 됨.[11]
- 1999년 1월 20일 : 2004년까지 고금 ~ 마량간 연륙교(완도군 고금면 가교리 ~ 강진군 마량면 수인리) 공사를 위해 4.7km 구간 도로구역 변경[12]
- 2003년 3월 27일 : 기점을 완도군 고금면 덕암리에서 '강진군 군동면 호계리'로 단축함. 이에 따라 노선명을 '고금 ~ 성전선'에서 '군동 ~ 성전선'으로 변경하고 총 연장 15.2km가 됨.[13]
- 2004년 6월 26일 : 보림사 우회도로공사 기간을 2005년 8월까지로 연기[14]
- 2005년 7월 5일 : 2008년 12월까지 삼당지구(강진군 작천면 평기리) 개량공사를 위해 840m 구간 도로구역 변경[15]
- 2007년 1월 5일 : 단구간 지방도 노선 조정으로 인해 지방도 제827호선에 통합 및 폐지[16]
- 2009년 3월 27일 : 2009년 9월까지 강진 연평지구(강진군 작천면 평리) 개량공사를 위해 450m 구간 도로구역 변경[17]

## 주요 경유지
- 강진군
  - 군동면 호계리
  - 작천면 삼당리(지방도 제814호선과 분기) - 용상리 - 학동리
  - 성전면 월남리(국도 제13호선과 분기)